# Caminos de Damasco
Caminos de Damasco es una obra de teatro de Emilio Canda, estrenada en 1965.

## Argumento
La obra nos muestra la historia de un joven sacerdote, que ha profesado los votos, para hacer feliz a su madre, que siempre quiso que siguiera ese destino, a pesar de que él es agnóstico y no profesa en absoluto nada de fe.Su protector, un anciano cura no da crédito cuando lo comprueba y procurará, que el joven, la obtenga y para ello le presenta dos casos: una madre que ha perdido a su hija y se refugia en la fe para superar tanto dolor y en el de una monja feliz porque pronto partirá de nuevo a su misión, a pesar de ser terriblemente peligrosa. Finalmente el joven, descubrirá la fe gracias a los ejemplos.

## Estreno
- Teatro Cómico, Madrid, 19 de abril de 1965.
  - Dirección:
  - Escenografía: Sigfredo Burmann.
  - Intérpretes: Andrés Mejuto, José Luis Pellicena, Pilar Velázquez, Ana María Méndez, Alfonso Godá, Mónica Randall, Pilar Biernet.